# Jiayuguan
Jiayuguan léase Chiáyu-Kuán (en chino: 嘉峪关市, pinyin: Jiāyùguān shì, Literalmente: ciudad Paso Jiayu) es una ciudad-prefectura en la provincia de Gansu, República Popular China. A una distancia aproximada de 600 kilómetros de la capital provincial. Abrazada casi por completo por Jiuquan, limita al sur con Zhangye. Su área ocupa el último puesto en la región con sus 2935 km² y su población es de 231 853 personas.
Su temperatura más baja es en enero con -22 °C y la más alta es en agosto con 35 °C.

## Administración
La ciudad prefectura de Jiayuguan se divide en 3 distritos.
- Xiongguan (雄关区)
- Changcheng (长城区)
- Jingtie (镜铁区)

## Clima
| Parámetros climáticos promedio de Jiayuguan | Parámetros climáticos promedio de Jiayuguan | Parámetros climáticos promedio de Jiayuguan | Parámetros climáticos promedio de Jiayuguan | Parámetros climáticos promedio de Jiayuguan | Parámetros climáticos promedio de Jiayuguan | Parámetros climáticos promedio de Jiayuguan | Parámetros climáticos promedio de Jiayuguan | Parámetros climáticos promedio de Jiayuguan | Parámetros climáticos promedio de Jiayuguan | Parámetros climáticos promedio de Jiayuguan | Parámetros climáticos promedio de Jiayuguan | Parámetros climáticos promedio de Jiayuguan | Parámetros climáticos promedio de Jiayuguan |
| Mes                                         | Ene.                                        | Feb.                                        | Mar.                                        | Abr.                                        | May.                                        | Jun.                                        | Jul.                                        | Ago.                                        | Sep.                                        | Oct.                                        | Nov.                                        | Dic.                                        | Anual                                       |
| ------------------------------------------- | ------------------------------------------- | ------------------------------------------- | ------------------------------------------- | ------------------------------------------- | ------------------------------------------- | ------------------------------------------- | ------------------------------------------- | ------------------------------------------- | ------------------------------------------- | ------------------------------------------- | ------------------------------------------- | ------------------------------------------- | ------------------------------------------- |
| Temp. máx. media (°C)                       | -2.2                                        | 3.3                                         | 10.6                                        | 17.2                                        | 22.2                                        | 27.2                                        | 28.9                                        | 28.3                                        | 22.8                                        | 15.6                                        | 5.6                                         | 0                                           | 15                                          |
| Temp. mín. media (°C)                       | -16.1                                       | -11.7                                       | -3.9                                        | 2.2                                         | 7.8                                         | 12.8                                        | 15                                          | 14.4                                        | 8.3                                         | 0.6                                         | -6.7                                        | -12.8                                       | 0.8                                         |
| Precipitación total (mm)                    | 0                                           | 2.5                                         | 5.1                                         | 5.1                                         | 7.6                                         | 10.2                                        | 17.8                                        | 27.9                                        | 5.1                                         | 0                                           | 2.5                                         | 2.5                                         | 86.4                                        |
| Fuente: Weatherbase                         |                                             |                                             |                                             |                                             |                                             |                                             |                                             |                                             |                                             |                                             |                                             |                                             |                                             |